# Сімінок (Констанца)
Сімінок (рум. Siminoc) — село у повіті Констанца в Румунії. Адміністративно підпорядковане місту Мурфатлар.
Село розташоване на відстані 181 км на схід від Бухареста, 22 км на захід від Констанци, 142 км на південь від Галаца.

## Населення
За даними перепису населення 2002 року у селі проживали 1058 осіб, усі — румуни. Усі жителі села рідною мовою назвали румунську.